# Pogrom de Quixineve

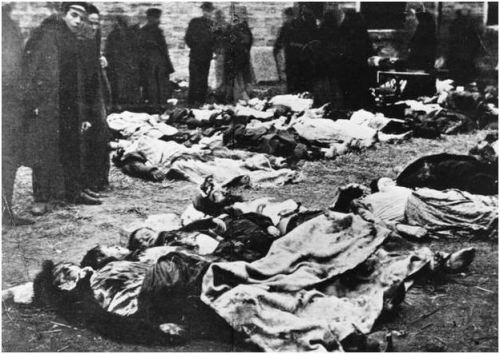
Vítimas do pogrom nas ruas

  O primeiro pogrom de Quixineve foi um pogrom que teve lugar a 6 e 7 de abril de 1903 na cidade de Quixineve, então pertencente à Bessarábia, uma província do Império Russo, e hoje chamada Quixinau, na República da Moldávia. Dois anos mais tarde no mesmo lugar houve um segundo pogrom de Quixineve.

## O primeiropogrom
A trama começou a 6 de Fevereiro de 1903 (durante a Páscoa ortodoxa), quando uma criança cristã, Michael Ribalenko, foi encontrada morta na cidade de Dubossary (hoje Dubăsari), a cerca de 35 quilômetros a norte de Quixineve.
Apesar de ser claro que o rapaz tinha sido morto por um familiar (que foi mais tarde encontrado), um jornal de orientação antissemita denominado "Bessarabetz", cujo editor era Pavolachi Krusheven, insinuou que ele tinha sido morto pelos judeus. Outro jornal, "Svet," usou o velho argumento do libelo do sangue contra os judeus (acusação de que o rapaz tinha sido morto pelos judeus que queriam usar o seu sangue para preparar matzá).
O pogrom de Quixineve estendeu-se por três dias de violência contra os judeus. Foram mortos 47 (segundo algumas fontes 49) judeus[carece de fontes?], 92 feridos seriamente, quinhentos feridos ligeiramente e mais de setecentas casas foram pilhadas ou destruídas. Vyacheslav von Plehve, o ministro do Interior, terá supostamente dado ordens aos desordeiros para continuarem com a violência, mas em qualquer caso, a verdade é que a polícia e os militares assistiram impávidos até o terceiro dia.
O New York Times descreveu o primeiro pogrom de Quixineve: "As desordens antijudias em Quixineve, na Bessarábia, são piores do que o censor permitirá publicar. Houve um plano organizado para o massacre aos judeus no dia a seguir à páscoa russa. A gentalha foi liderada por padres e o grito geral "Matem os Judeus", fez-se ouvir por toda a cidade. Os judeus foram tomados desprevenidos e abatidos como ovelhas. O número de mortos chega aos 120 e os feridos cerca de 500. As cenas de horror do massacre são indescritíveis. Bebês foram literalmente desfeitos em pedaços pela multidão enfurecida. A polícia local não fez qualquer tentativa de conter o reino do terror. Ao pôr do sol, as ruas estavam cheias de cadáveres e de feridos. Aqueles que conseguiram escapar fugiram aterrorizados e a cidade está agora praticamente deserta de Judeus"
("Jewish Massacre Denounced," New York Times, April 28, 1903, p 6).

## O segundopogrom
Um segundo pogrom teve lugar a 19 e 20 de Outubro de 1905. Desta vez, os distúrbios começaram como um protesto político contra o czar, mas transformaram-se num ataque a todos os judeus que se pudesse encontrar. Quando os distúrbios terminaram, 19 Judeus tinham sido mortos e 56 feridos. Grupos de autodefesa judeus organizados depois do primeiro pogrom contribuíram para conter um pouco da violência, mas não foram totalmente bem sucedidos.